# John August
Pour les articles homonymes, voir August.
John August est un scénariste, producteur et réalisateur américain, né le 4 août 1970 à Boulder, dans le Colorado.

## Filmographie

### Comme scénariste
- 1998 : God
- 1999 : Go
- 2000 : Titan A.E. avec Joss Whedon et Ben Endoln
- 2000 : Charlie et ses drôles de dames (Charlie's Angels) avec Ed Solomon et Ryan Rowe
- 2003 : Alaska (TV)
- 2003 : Charlie's Angels : Les Anges se déchaînent ! (Charlie's Angels : Full Throttle) scénario avec Cormac Wibberley et Marianne Wibberley et histoire originale
- 2003 : Big Fish adapté du roman de Daniel Wallace
- 2005 : Charlie et la Chocolaterie (Charlie and the Chocolate Factory) adapté du roman de Roald Dahl
- 2005 : Les Noces funèbres (Corpse Bride) avec Caroline Thompson et Pamela Pattler
- 2007 : The Nines
- 2012 : Frankenweenie d'après une histoire originale de Tim Burton
- 2019 : Aladdin de et avec Guy Ritchie

### Comme producteur
- 1999 : Go
- 2003 : Alaska (série télévisée)

### Comme réalisateur
- 1998 : God
- 2007 : The Nines (également scénariste)